# Liste der Biografien/Mayu
Liste der Biografien |
Portal Biografien |
Personensuche
# |
A |
B |
C |
D |
E |
F |
G |
H |
I |
J |
K |
L |
M |
N |
O |
P |
Q |
R |
S |
T |
U |
V |
W |
X |
Y |
Z |
?
 
Ma |
Mb |
Mc |
Md |
Me |
Mf |
Mg |
Mh |
Mi |
Mj |
Mk |
Ml |
Mm |
Mn |
Mo |
Mp |
Mq |
Mr |
Ms |
Mt |
Mu |
Mv |
Mw |
Mx |
My |
Mz
 
Maa |
Mab |
Mac |
Mad |
Mae |
Maf |
Mag |
Mah |
Mai |
Maj |
Mak |
Mal |
Mam |
Man |
Mao |
Map |
Maq |
Mar |
Mas |
Mat |
Mau |
Mav |
Maw |
Max |
May |
Maz
 
Maya |
Mayb |
Mayc |
Mayd |
Maye |
Mayf |
Mayh |
Mayi |
Mayk |
Mayl |
Maym |
Mayn |
Mayo |
Mayr |
Mays |
Mayt |
Mayu |
Mayv |
Mayw
Die Liste der Biografien führt alle Personen auf, die in der deutschsprachigen Wikipedia einen Artikel haben. Dieses ist eine Teilliste mit 8 Einträgen von Personen, deren Namen mit den Buchstaben „Mayu“ beginnt.

## Mayu

### Mayuk
- Mayuka, Emmanuel (* 1990), sambischer Fußballspieler

### Mayul
- Mayulu, Fally (* 2002), französischer Fußballspieler
- Mayulu, Senny (* 2006), französisch-kongolesischer FußballspielerSenny Mayulu (* 2006)

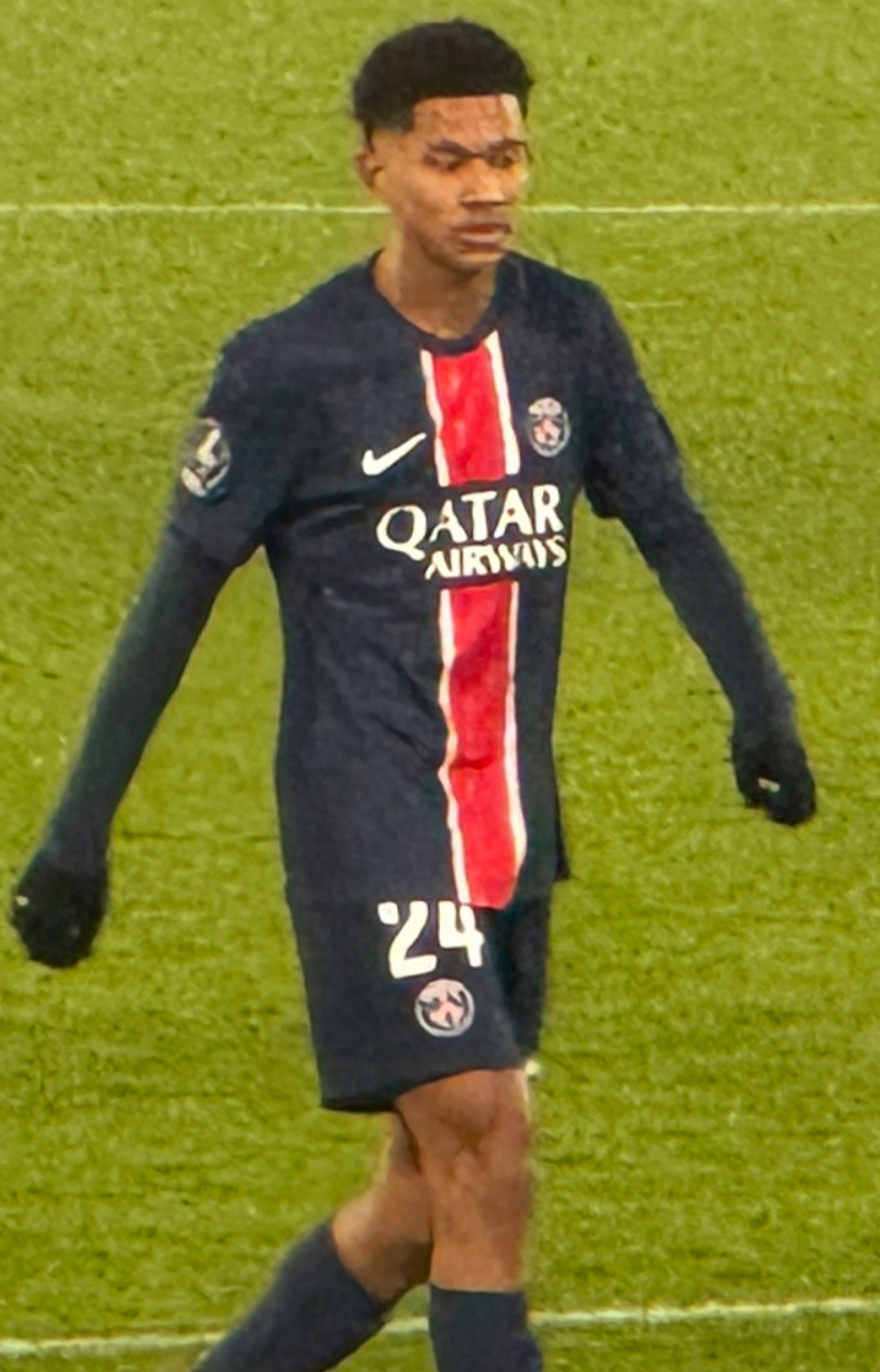
Senny Mayulu (* 2006)

### Mayum
- Mayumura, Taku (1934–2019), japanischer Science-Fiction-Autor

### Mayun
- Mayuni, Joseph Tembwe, namibischer traditioneller Führer

### Mayur
- Mayuran, Kapitän (1970–1993), Mitglied der Liberation Tigers of Tamil Eelam

### Mayuz
- Mayuzuki, Jun (* 1983), japanische Comiczeichnerin
- Mayuzumi, Toshirō (1929–1997), japanischer Komponist